# 圣弗里翁
圣弗里翁（法語：Saint-Frion，法語發音：[sɛ̃ fʁijɔ̃]）是法国克勒兹省的一个市镇，属于欧比松区。

## 地理
圣弗里翁（45°51'50"N, 2°13'42"E）面积18.76 平方千米，位于法国新阿基坦大区克勒兹省，该省份为法国中部省份，位于法國中央高原西北部，北起安德尔省和谢尔省，西接维埃纳省，南至科雷兹省，东临多姆山省，东北与阿列省接壤。
与圣弗里翁接壤的市镇（或旧市镇、城区）包括：费勒坦、穆捷罗泽耶、内乌、蓬沙罗、普桑日、圣费尔拉蒙塔涅、圣乔治尼格勒蒙、圣康坦拉沙巴讷。

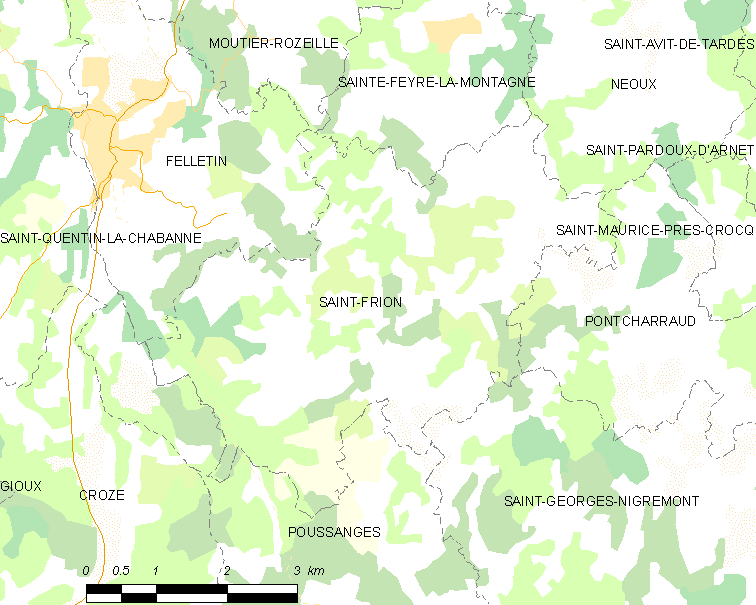
圣弗里翁的OSM定位图

圣弗里翁的时区为UTC+01:00、UTC+02:00（夏令时）。

## 行政
圣弗里翁的邮政编码为23500，INSEE市镇编码为23196。

## 政治
圣弗里翁所属的省级选区为费勒坦县。

## 人口

1962-2008年间圣弗里翁人口变化图示

圣弗里翁于2022年1月1日时的人口数量为252人。